# 크레이지 댄스
"크레이지 댄스"(Crazy Dance)는 한국에서 제작된 박한순 감독의 1997년 드라마 영화이다. 강석현 등이 주연으로 출연하였다.

## 출연

### 주연
- 강석현
- 아이라
- 홍승희

### 조연
- 남궁원